# ثوم جذاب
الثوم الجذاب (باللاتينية: Allium affine) نوع نباتي عشبي يتبع جنس الثوم من الفصيلة الثومية.

## الموئل والانتشار
ينتشر في بلاد الشام والقوقاز.

## مرادفات للاسم العلمي
- (باللاتينية: Allium margaritaceum var. affine (Ledeb.) Regel)
- (باللاتينية: Allium artvinense Miscz. ex Grossh.)
- (باللاتينية: Allium mishtshenkoanum Grossh.)
- (باللاتينية: Allium transcaucasicum Grossh., des. inval.)
- (باللاتينية: Allium margaritaceum var. scabrum Regel)